# Município de Franklin (condado de Licking, Ohio)
Localização do Ohio nos E.U.A.
O município de Franklin (em inglês: Franklin Township) é um município localizado no condado de Licking no estado estadounidense de Ohio. No ano de 2010 tinha uma população de 2118 habitantes e uma densidade populacional de 33,22 pessoas por km².

## Geografia
O município de Franklin encontra-se localizado nas coordenadas 39° 59′ 18″ N, 82° 20′ 52″ O. Segundo o Departamento do Censo dos Estados Unidos, o município tem uma superfície total de 63.75 km², da qual 63,59 km² correspondem a terra firme e (0,25 %) 0,16 km² é água.

## Demografia
Segundo o censo de 2010, tinha 2118 pessoas residindo no município de Franklin. A densidade populacional era de 33,22 hab./km².